# Polska służba poborowa w wojnie polsko-bolszewickiej
Polska służba poborowa w wojnie polsko-bolszewickiej – organizacja i działania służby poborowej w okresie wojny polsko-bolszewickiej.
Służba poborowa odpowiedzialna była za dostarczanie rekruta do wojsk. Pod koniec grudnia 1918 wydana została przez Ministerstwo Spraw WojskowychTymczasowa instrukcja dla władz poborowych, która regulowała zasady prowadzenia poboru oraz ustanawiała kompetencje tej służby. 25 października 1919 dokonano reorganizacji aparatu zaciągowego do wojska. Wprowadzono jednolite zasady prowadzenia poboru oraz zasadę, iż każda Powiatowa Komenda Uzupełnień będzie odpowiedzialna za dostarczanie rekruta dla wydzielonego pułku piechoty. Powołano 52 nowe powiatowe placówki poborowe i od tej pory funkcjonowało ich 110.

## Organa centralne służby
Już w listopadzie 1918 zorganizowana została Sekcja Poborów i Uzupełnień kierowana początkowo przez ppłk. Michała Wyrostka, a od grudnia 1919 przez ppłk. Karola Froehlicha. Sekcja wchodziła w skład Departamentu I Mobilizacyjno-Organizacyjnego Ministerstwa Spraw Wojskowych. W lutym 1920 nastąpiła reorganizacja centralnych władz wojskowych, a służba poborowa weszła w podporządkowanie Oddziału I Organizacyjno-Mobilizacyjnego Sztabu MSWojsk. W jej strukturach utworzona została Sekcja Poboru i Uzupełnień, na czele której pozostał ppłk Froehlich. Sekcja opracowywała wytyczne do realizacji kolejnych ustaw o poborze rekruta. W jej składzie był między innymi Wydział Likwidacyjny dla Armii gen. Józefa Hallera.

## Służba poborowa w terenie
W grudniu 1918 Ministerstwo Spraw Wojskowych wydało Tymczasową instrukcję dla władz poborowych. Regulowała ona zasady prowadzenia poboru oraz ustanawiała kompetencje tej służby. Początkowo poborem zajmowały się Główne Urzędy Zaciągu, a w Galicji Zachodniej tymczasowe urzędy poborowe. Od 27 grudnia 1918 na terenie Galicji Zachodniej powstały powiatowe komendy uzupełnień. Od stycznia 1919 PKU powstawały na ziemiach byłego Królestwa Polskiego, zaś w lipcu na obszarze Galicji Wschodniej. Z kolei na Kresach Wschodnich ochotnicza akcja werbunkowo-zaciągowa prowadzona była przez Wydział Wojskowy Komitetu Obrony Kresów.
Pod koniec października 1919 służba poborowa została poddana gruntownej reorganizacji. Powołano nowe powiatowe komendy uzupełnień, wprowadzono jednolite zasady prowadzenia poboru oraz zasadę, iż każda PKU będzie odpowiedzialna za dostarczanie rekruta dla wydzielonego pułku piechoty.